# آسیاب بادی هوک
آسیاب بادی هوک، که با نام آسیاب هوک قدیمی نیز شناخته می‌شود، یک آسیاب بادی تاریخی در خیابان اصلی شمالی در شرق همپتون نیویورک است. این آسیاب در سال ۱۸۰۶ ساخته شد و تا سال ۱۹۰۸ به‌طور منظم کار می‌کرد. یکی از کامل‌ترین آسیاب‌های بادی موجود در لانگ آیلند بود، آسیاب بادی در سال ۱۹۲۲ به شهر شرقی همپتون فروخته شد. این سازه در سال ۱۹۷۸ در فهرست ثبت ملی اماکن تاریخی ثبت شد و بخشی از منطقه تاریخی خیابان اصلی شمالی به حساب می‌آید. بعدها این آسیاب به «آسیاب هوک قدیمی» تغییر نام داد و روزانه برای بازدیدکنندگان باز است. این آسیاب بادی یکی از ۱۱ آسیاب بادی باقیمانده قرن ۱۸ و اوایل قرن ۱۹ است که در لانگ آیلند واقع شده‌است. این ساختمان توسط یک صنعتگر معروف شرق همپتون بنام ناتانیل دومینی ساخته شده‌است.